# Romano Misserville
Romano Misserville (Roma, 20 aprile 1934 – Frosinone, 14 gennaio 2021) è stato un politico e avvocato italiano.

## Biografia
Laureato in giurisprudenza nel 1955, noto avvocato penalista, è stato esponente del Movimento Sociale Italiano, al quale si iscrisse a soli 15 anni.
Consigliere comunale per il MSI-DN in diversi comuni della provincia di Frosinone e consigliere provinciale, nel 1983 fu eletto sindaco di Filettino.
Nel 1987 venne eletto senatore del MSI-DN: durante la presentazione al Senato del Presidente del Consiglio Giovanni Goria, il 30 luglio 1987, suscitò scalpore indossando una maschera antigas nel corso della seduta, trasmessa in diretta dalla RAI, per richiamare l'attenzione istituzionale sullo stato di degrado ambientale della Valle del Sacco e sulle gravi conseguenze per la popolazione.
Confermò il suo seggio alle elezioni politiche del 1992.
Eletto nuovamente a Palazzo Madama nel 1994, divenne vicepresidente del Senato, il primo missino a ricoprire tale carica.
Fu tra i fondatori di Alleanza Nazionale.
Alle elezioni politiche del 1996 venne eletto al Senato per il suo quarto mandato.

### Da AN all'UDEUR
Nel 1998, entrato in aperto contrasto con Gianfranco Fini e fortemente critico in merito alla posizione di AN sul finanziamento pubblico ai partiti (trasformato in "rimborso elettorale" dopo il referendum che lo aveva abolito), ne venne espulso in seguito alla sua provocatoria decisione di fondare il movimento politico Destra di Popolo. Accusato dalla dirigenza di avere agito allo scopo di tenere per sé la quota del finanziamento pubblico di 169 milioni di lire destinato al partito, rispose esibendo decine di copie di assegni: aveva dato tutto in beneficenza ad ospedali, fondazioni umanitarie, istituti per l'assistenza degli anziani e per la cura delle persone disabili e al comitato degli operai di un saponificio della sua città (Ceccano) in lotta contro la chiusura della fabbrica.
Il 25 marzo 1998 aderì all'UDR di Cossiga, poi dal 1999 all'UDEUR.
Il 22 dicembre 1999 fu nominato sottosegretario alla difesa nel secondo governo D'Alema, ma pochi giorni dopo (il 30 dicembre) si dimise dall'incarico a causa delle polemiche suscitate da alcune sue dichiarazioni in un'intervista al quotidiano la Repubblica in cui si definiva di destra ed ex fascista senza pentimenti, accostava la figura di D'Alema a quella di Giorgio Almirante e non nascondeva il proposito di portare nel suo ufficio un dipinto ad olio raffigurante Mussolini.
Alla fine della legislatura lasciò la politica e tornò a tempo pieno alla sua professione di avvocato.

## Curiosità
- Grande appassionato di ippica, aveva una piccola scuderia di cavalli da corsa.